# Aripuanã (microregio)
Aripuanã is een van de 22 microregio's van de Braziliaanse deelstaat Mato Grosso. Zij ligt in de mesoregio Norte Mato-Grossense en grenst aan de deelstaten Amazonas in het noorden en Rondônia in het westen en de microregio's Parecis in het zuiden, Arinos in het zuidoosten en Alta Floresta in het noordoosten. De microregio heeft een oppervlakte van ca. 124.124 km². Midden 2004 werd het inwoneraantal geschat op 110.628.
Acht gemeenten behoren tot deze microregio:
- Aripuanã
- Brasnorte
- Castanheira (Mato Grosso)
- Colniza
- Cotriguaçu
- Juína
- Juruena
- Rondolândia

Mesoregio's: Centro-Sul Mato-Grossense · Nordeste Mato-Grossense · Norte Mato-Grossense · Sudeste Mato-Grossense · Sudoeste Mato-Grossense

Microregio's: Alta Floresta · Alto Araguaia · Alto Guaporé · Alto Pantanal · Alto Paraguai · Alto Teles Pires · Arinos · Aripuanã · Canarana · Colíder · Cuiabá · Jauru · Médio Araguaia · Norte Araguaia · Paranatinga · Parecis · Primavera do Leste · Rondonópolis · Rosário Oeste · Sinop · Tangará da Serra · Tesouro